# Niedermurach

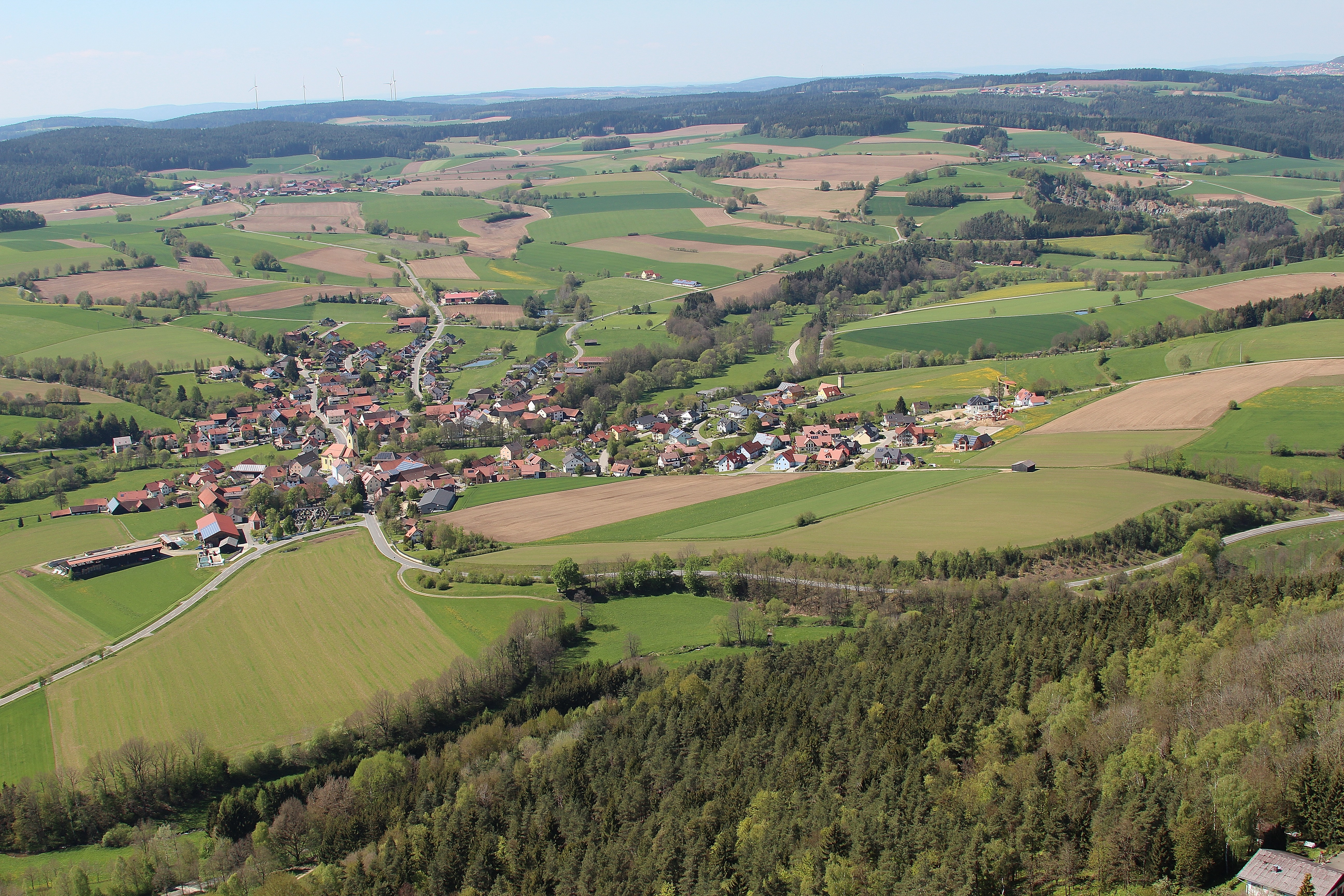
Niedermurach (2017)

Niedermurach ist eine Gemeinde im Oberpfälzer Landkreis Schwandorf. Der gleichnamige Hauptort ist Sitz der Gemeindeverwaltung.

## Geographie
Niedermurach liegt in der Region Oberpfalz-Nord.

### Nachbargemeinden
Die Nachbargemeinden (im Uhrzeigersinn) sind: Teunz, Oberviechtach, Dieterskirchen, Schwarzhofen, Altendorf, Guteneck.
| Guteneck 7 km  | Teunz 3 km                                  | Teunz 3 km          |
| Guteneck 7 km  | Kompassrose, die auf Nachbargemeinden zeigt | Oberviechtach 3 km  |
| Altendorf 8 km | Schwarzhofen 8 km                           | Dieterskirchen 5 km |

### Gemeindegliederung
Die Gemeinde hat 18 Gemeindeteile (in Klammern ist der Siedlungstyp angegeben):
- Altweichelau (Weiler)
- Braunsried (Weiler)
- Enzelsberg (Dorf)
- Höflarn (Weiler)
- Holmbrunn (Einöde)
- Mantlarn (Weiler)
- Niedermurach (Pfarrdorf)
- Nottersdorf (Dorf)
- Ödhöfling (Einöde)
- Pertolzhofen (Pfarrdorf)
- Reichertsmühle (Weiler)
- Rottendorf (Dorf)
- Sallach (Weiler)
- Schlotthof (Einöde)
- Schwaighof (Einöde)
- Voggendorf (Dorf)
- Wagnern (Dorf)
- Zankendorf (Weiler)

Es gibt die Gemarkungen Pertolzhofen, Niedermurach, Nottersdorf, Rottendorf in Niedermurach und Wagnern.

## Geschichte

### Bis zur Gemeindegründung
Murach wurde zum ersten Male im Jahre 1110 erwähnt. Der Ort war Teil der Kurpfalz und seit 1777 des Kurfürstentums Bayern und bildete eine offene Hofmark der Freiherren von Murach deren Sitz Schloss Niedermurach war. 1818 entstand die heutige politische Gemeinde.

### Eingemeindungen
Im Zuge der Gebietsreform in Bayern wurden am 1. Januar 1972 die Gemeinden Nottersdorf und Wagnern eingegliedert. Am 1. Juli 1972 kamen Pertolzhofen und Rottendorf hinzu. Gleichzeitig erfolgte die Auflösung des Landkreises Oberviechtach. Die Gemeinde Niedermurach gehört seitdem zum neu gebildeten Landkreis Schwandorf, der bis zum 1. Mai 1973 Landkreis Schwandorf in Bayern hieß.

### Einwohnerentwicklung
Zwischen 1988 und 2018 sank die Einwohnerzahl von 1342 auf 1245 um 97 Einwohner bzw. um 7,2 %.
| Jahr      | 1961 | 1970 | 1987 | 1991 | 1995 | 2000 | 2005 | 2010 | 2015 | 2020 | 2023 |
| --------- | ---- | ---- | ---- | ---- | ---- | ---- | ---- | ---- | ---- | ---- | ---- |
| Einwohner | 1449 | 1425 | 1366 | 1375 | 1369 | 1366 | 1337 | 1293 | 1254 | 1255 | 1245 |

## Politik

### Gemeinderat
Die Gemeinderatswahlen seit 2014 ergaben folgende Stimmenanteile und Sitzverteilungen:
| Liste                                                 | 2020   | 2020   | 2014  |
| Liste                                                 | %      | Sitze  | Sitze |
| ----------------------------------------------------- | ------ | ------ | ----- |
| Aktive Bürger Niedermurach und Umgebung (ABN)         | 39,7   | 5      | 5     |
| Wählergemeinschaft Pertolzhofen und Umland (WGP)      | 33,1   | 4      | 4     |
| Bürgerunion Rottendorf und Umgebung (BUR)             | 16,4   | 2      | 2     |
| Freie Wählergemeinschaft Nottersdorf und Umland (FWN) | 10,8   | 1      | 1     |
| Wahlbeteiligung                                       | 77,0 % | 77,0 % |       |

### Bürgermeister
- 1946–1972: Josef Niederalt
- 1972–1996: Konrad Zeitler
- 1996–2014: Rainer Eiser (WGP)
- 2014–    : Martin Prey (ABN)[8]

## Verwaltung
Die Gemeinde ist Mitglied der Verwaltungsgemeinschaft Oberviechtach.

### Steuereinnahmen
Die Gemeindesteuereinnahmen betrugen im Jahr 2020 868.000 Euro.

### Wappen
| Wappen von Niedermurach | Blasonierung: „Gespalten; vorne in Rot ein silberner Zickzackbalken; hinten fünfmal gespalten von Silber und Blau.“ |
| Wappen von Niedermurach | |

## Wirtschaft und Infrastruktur

### Wirtschaft einschließlich Land- und Forstwirtschaft
Im Jahr 2020 gab es nach der amtlichen Statistik 123 sozialversicherungspflichtig Beschäftigten am Arbeitsort. Sozialversicherungspflichtig Beschäftigte am Wohnort gab es 468. Im verarbeitenden Gewerbe gab es einen Betrieb, im Bauhauptgewerbe vier Betriebe. Zudem bestanden im Jahr 2016 61 landwirtschaftliche Betriebe mit einer landwirtschaftlich genutzten Fläche von 1675 ha, davon waren 1300 ha Ackerfläche und 375 ha Dauergrünfläche.

### Verkehr
Der Bahnhof Niedermurach lag an der heute stillgelegten Bahnstrecke Nabburg–Schönsee.

### Bildung
2021 gab es folgende Einrichtungen:
- zwei Kindestageseinrichtungen: 37 genehmigte Plätze, 48 betreute Kinder
- eine Volksschule: zwei Lehrkräfte, 47 Schülerinnen und Schüler

## Persönlichkeiten

### Söhne und Töchter der Gemeinde
- Alois Gillitzer (1944–2019), deutscher Volksmusiker
- Alois Niederalt (1911–2004), deutscher Politiker (CSU), MdB, Bundesminister für Angelegenheiten des Bundesrates und der Länder

### Weitere Persönlichkeiten, die mit Niedermurach in Verbindung stehen
- Thomas Philipp von Murach († 1584) Besitzer der Hofmark Niedermurach und des Pellerschlosses in Fischbach
- Christoph Gottfried von Murach (1656–1702), Besitzer der Hofmark Niedermurach und Pfleger auf der Burg Obermurach
- Eva Sophie von Murach (1695–1765), Reichsgräfin und Tochter von Christoph Gottfried, Gedenkstein in der Kirche

## Bilder

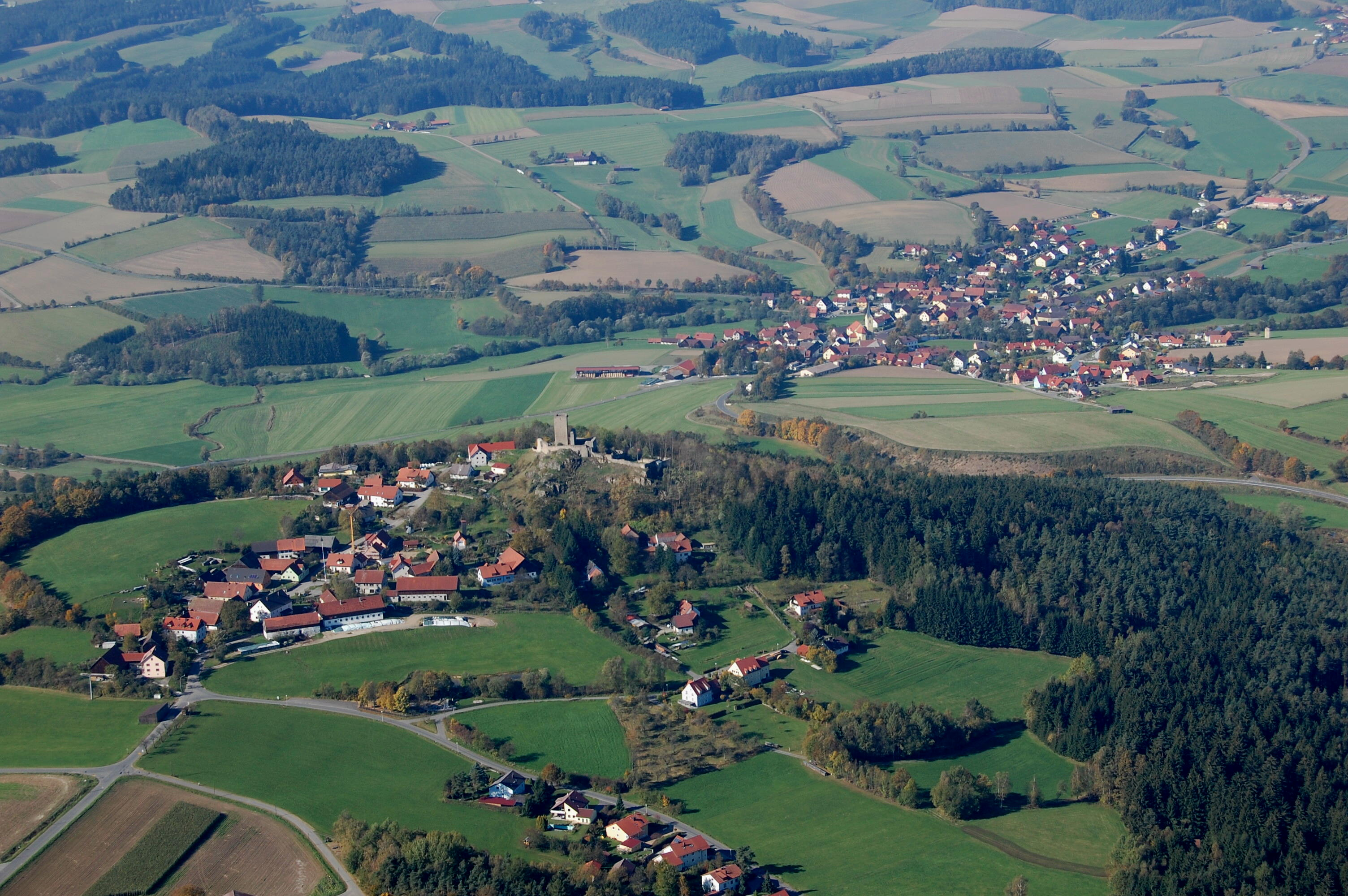
Burgruine Haus Murach (Obermurach) mit Niedermurach
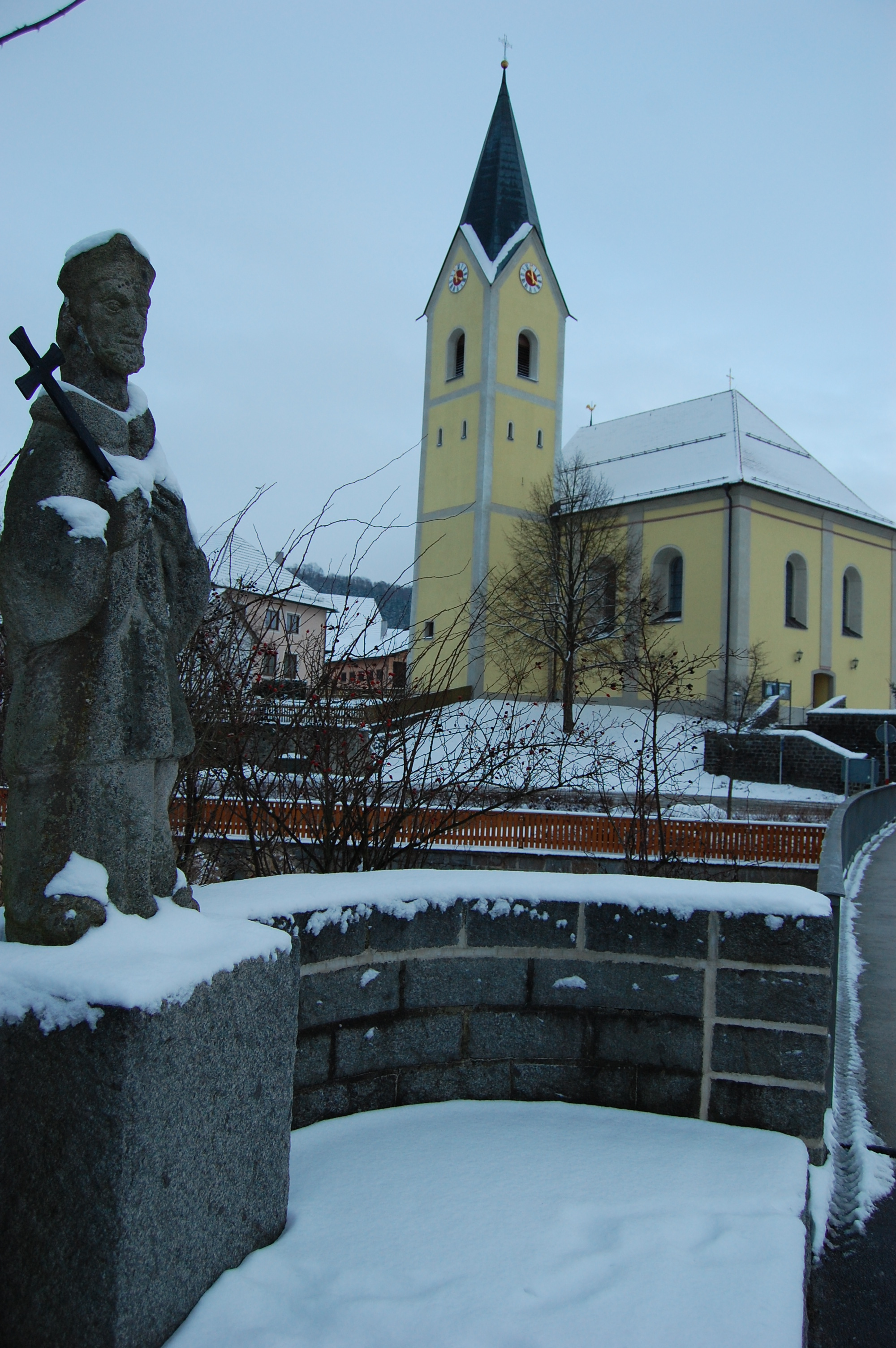
Pfarrkirche in Niedermurach (2009)
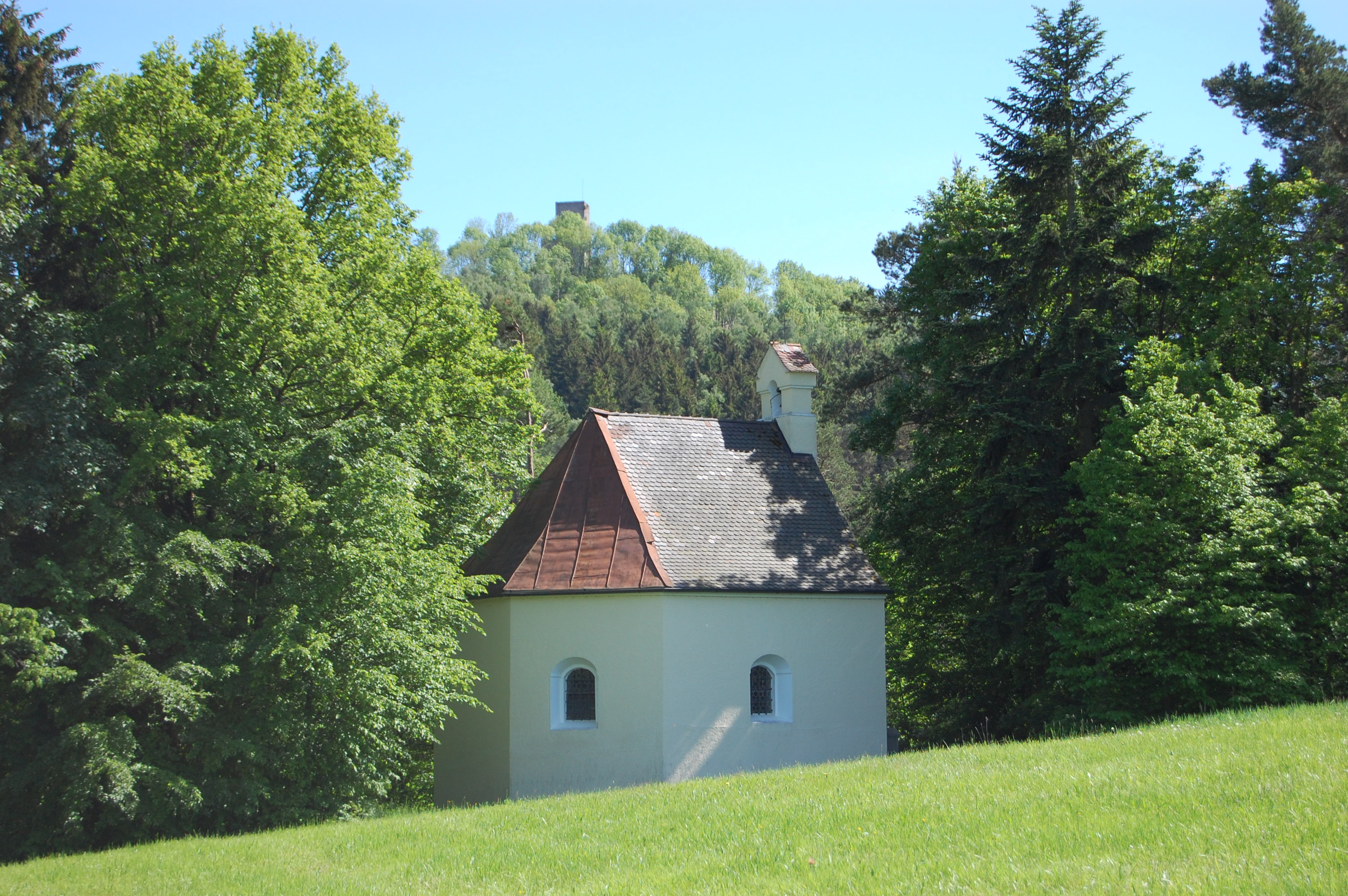
Walpurgiskapelle (Stadt Oberviechtach)
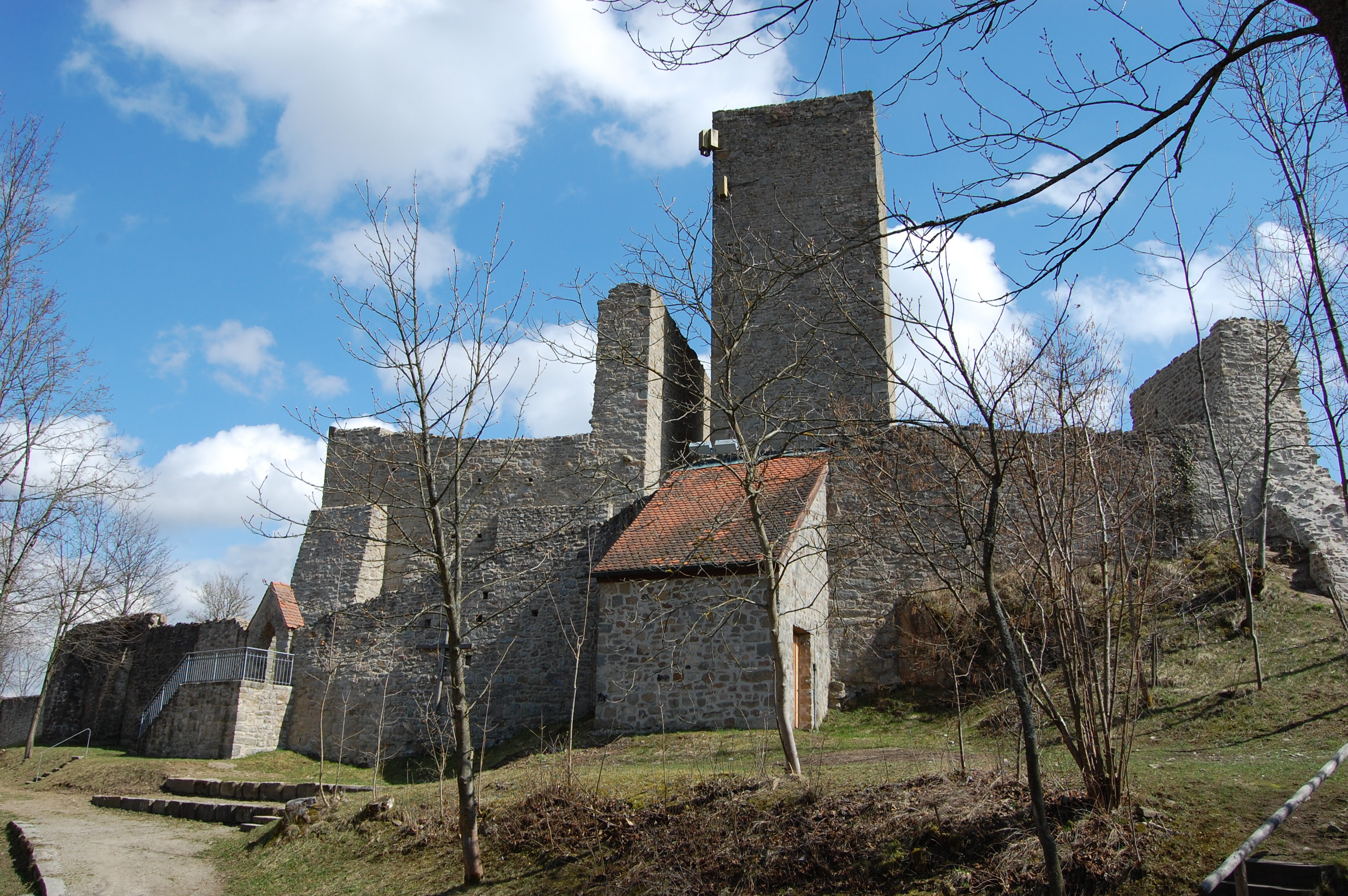
Burgruine Haus Murach (Obermurach)
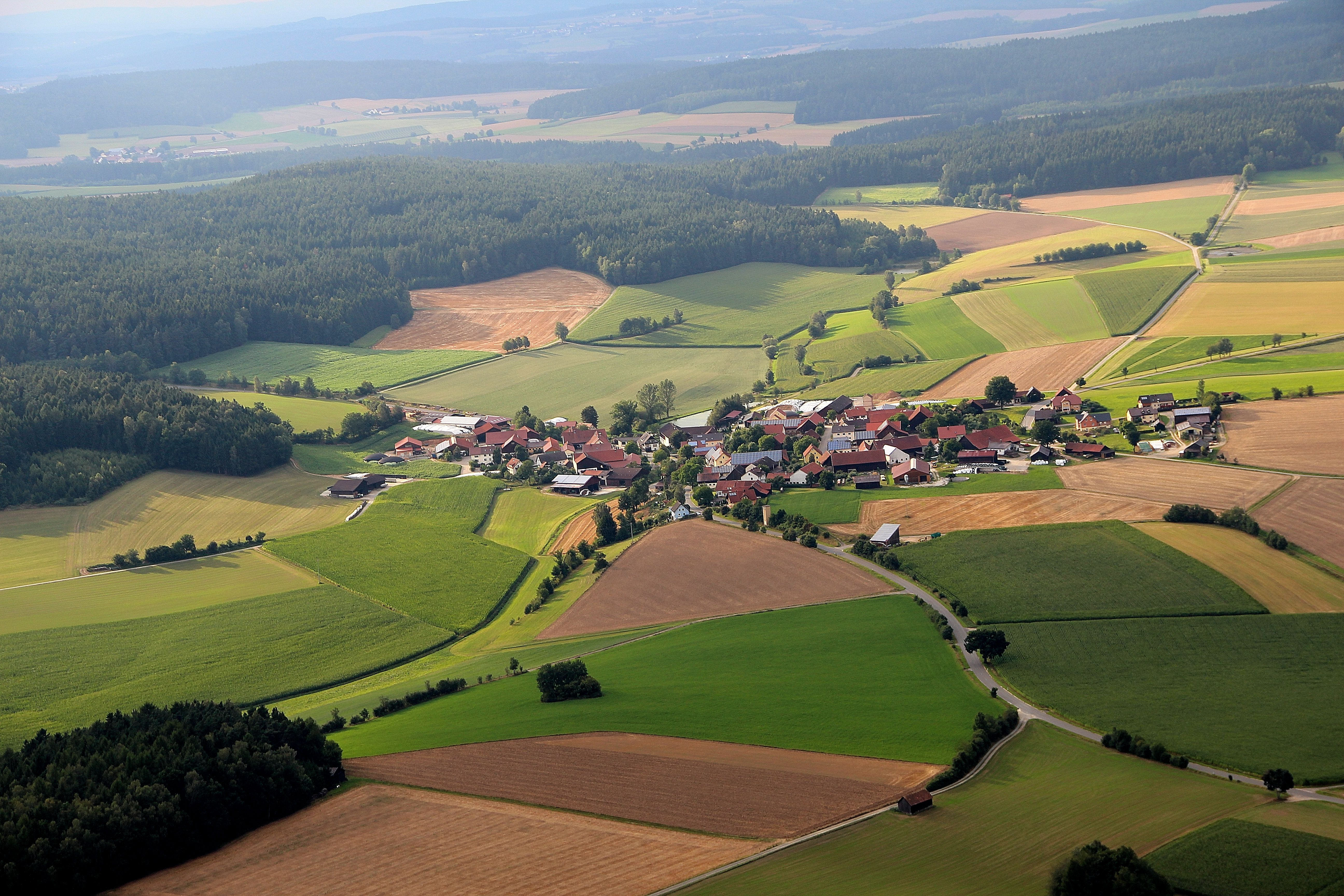
Rottendorf (2012)